# Wooden Ships and Iron Men (videogioco 1987)
Wooden Ships and Iron Men, scritto Wooden Ships & Iron Men sulla confezione, è un videogioco strategico a turni pubblicato nel 1987 per Commodore 64 dalla Avalon Hill, trasposizione fedele su computer del gioco da tavolo Wooden Ships and Iron Men, sul quale la Avalon Hill aveva i diritti di pubblicazione dal 1975. Consiste in battaglie tattiche tra due flotte di una o più navi a vela, in epoca rivoluzionaria e napoleonica.
Era prevista una futura versione espansa per PC IBM, ma non risulta essere mai uscita. Avalon Hill pubblicò un altro Wooden Ships & Iron Men per MS-DOS nel 1996, dello stesso genere e tematica, ma non si tratta di una trasposizione del gioco da tavolo.

## Modalità di gioco
Si possono affrontare singole battaglie su diversi scenari, tra due giocatori oppure contro il computer. La partita si svolge su una mappa a caselle esagonali, mostrata dall'alto con scorrimento multidirezionale. Lo scorrimento tuttavia non è automatico durante l'azione, ma va effettuato con apposito comando. Oltre alle caselle di mare possono esserci caselle di terra e di secche. I due contendenti controllano navi di vari tipi e dimensioni, ciascuna delle quali occupa sempre due caselle; quando si vira si sposta la casella di poppa.
La grafica è molto semplice e limitata, anche rispetto alle potenzialità del Commodore 64, tanto che le navi hanno tutte lo stesso aspetto. Sotto la mappa, un'area di testo in inglese mostra, a seconda della situazione, menù di opzioni, stato della nave selezionata, risultati dei combattimenti o altre informazioni. Il cursore usato per selezionare le navi o le opzioni è una freccia che fa anche da indicatore della direzione del vento, rilevante per i movimenti delle unità.
Le navi sono caratterizzate da molti dettagli, in particolare qualità e numero di marinai, potenza di fuoco (cannoni e carronate per lato), resistenza dello scafo e sartiame. Tutte queste caratteristiche hanno un valore numerico o anche più di uno (ad esempio l'equipaggio è diviso in tre gruppi), che può calare a causa dei combattimenti, e le capacità della nave sono ridotte gradualmente in proporzione ai danni. Si possono scegliere diversi tipi di munizioni per le bordate, più o meno efficaci contro i vari dettagli della nave avversaria. Sulle unità adiacenti è possibile l'abbordaggio, inclusa la cattura della nave avversaria se si trasferisce su di essa parte del proprio equipaggio.
Come nel gioco da tavolo, ogni turno è suddiviso in fasi, fino a un massimo di 12, ma alcune si verificano solo in certe situazioni. Le fasi sono, nell'ordine: eventuale informazione sul cambio del vento; districamento di navi agganciate tra loro; selezione dei movimenti delle navi, per ogni giocatore (se si gioca in due bisognerebbe evitare di guardare le mosse dell'altro); gestione ancore; esecuzione automatica e simultanea dei movimenti precedentemente stabiliti; aggancio di navi vicine ed eventuale preparazione dei marinai all'abbordaggio; combattimento con cannoni e poi in mischia, entrambi con risultati determinati dal computer; ricarica, con scelta delle munizioni; scelta dello spiegamento delle vele. Tra un turno e l'altro è possibile salvare la partita.
In giocatore singolo ci sono delle limitazioni, in quanto il computer può controllare solo la fazione definita come giocatore 2 di ogni scenario, senza possibilità di invertire le parti, e non può giocare affatto sulle mappe che contengono terra; secondo la rivista Computer Gaming World la sua intelligenza artificiale era anche piuttosto debole.
Con il gioco sono forniti 25 scenari, che mettono in campo da una a 10 navi di vario tipo per parte. Sono inclusi tutti i più noti scenari del gioco da tavolo, sebbene alcuni siano modificati per via delle limitazioni di memoria. Le fazioni protagoniste sono principalmente inglesi, francesi e statunitensi, con apparizioni di potenze minori come spagnoli e veneziani. Ad esempio, direttamente dal menù principale sono selezionabili: duello tra la USS Constitution e la HMS Guerriere (avvenuto realmente nella Guerra anglo-americana), duello tra la USS Bonhomme Richard e la HMS Serapis (avvenuto, ma insieme ad altre navi, nella Guerra d'indipendenza americana), Battaglia di Lissa, Battaglia di Trafalgar.
È disponibile un editor di livelli per creare scenari, usando elenchi di navi predefinite o generandone nuove.